# Arteza
Arteza ist eine Ortschaft im Departamento Tarija im südamerikanischen Andenstaat Bolivien.

## Lage im Nahraum
Die Ortschaft Arteza liegt in der Provinz José María Avilés und ist der zentrale Ort im Cantón Arteza im Municipio Yunchará. Die Ortschaft liegt auf einer Höhe von 2495 m im Biologischen Schutzgebiet Cordillera de Sama zwischen den nord-südlich verlaufenden Höhenzügen der Sierra San Roque und der Cordillera de Sama, in einer Biegung des Río San Juan del Oro an dessen rechtem, östlichen Ufer, etwa 80 Kilometer bevor dieser sich mit dem Río Tumusla vereinigt.

## Geographie
Arteza liegt im südlichen Teil des bolivianischen Altiplano am Nordostrand der Cordillera de Lípez. Das Klima ist semi-arid, die ausgeprägte Trockenzeit dauert über mehr als die Hälfte des Jahres an.
Die mittlere Durchschnittstemperatur der Region liegt bei etwa 18 °C (siehe Klimadiagramm Las Carreras) und schwankt im Jahresverlauf zwischen knapp 14 °C im Juni/Juli und 21 °C im Januar. Der Jahresniederschlag beträgt kaum mehr als 400 mm, wobei die monatlichen Niederschläge in der Trockenzeit bei unter 20 mm liegen und nur im Südwinter Werte von knapp 100 mm erreichen.

## Verkehrsnetz
Arteza liegt in einer Entfernung von 134 Straßenkilometern westlich von Tarija, der Hauptstadt des gleichnamigen Departamentos.
Von Tarija aus führt die Nationalstraße Ruta 1 nach Norden, durchsticht die Cordillera de Sama in nordwestlicher Richtung und führt über die Ortschaft San Lorencito weiter nach Camargo, Padcoyo und Potosí. In San Lorencito zweigt eine unbefestigte Landstraße in südlicher Richtung ab und erreicht Iscayachi nach weiteren elf Kilometern. Von dort führt die Carretera Iscayachi-Yunchará über Campanario weiter nach Süden, durchquert die Pampa de Tajzara mit den Salzseen Laguna Tajzara und Laguna Grande, und biegt südlich der Laguna Grande dann nach Westen ab und erreicht dort Yunchará. 28 Kilometer südlich von Campanario, zwei Kilometer südlich der Laguna Tajzara biegt eine unbefestigte Nebenstraße in nordwestlicher Richtung ab und erreicht die Ortschaft Ñoquera nach weiteren fünfzehn Kilometern. Zwei Kilometer westlich von Ñoquera zweigt eine Straße in nordwestlicher Richtung ab, führt nach sechzehn Kilometern nach Belén am Río San Juan del Oro, und von dort sind es noch einmal acht Kilometer flussaufwärts in südlicher Richtung.

## Bevölkerung
Die Einwohnerzahl der Ortschaft ist in dem Jahrzehnt zwischen den beiden letzten Volkszählungen um etwa ein Viertel angestiegen:
| Jahr | Einwohner         | Quelle       |
| ---- | ----------------- | ------------ |
| 1992 | keine Detaildaten | Volkszählung |
| 2001 | 85                | Volkszählung |
| 2012 | 108               | Volkszählung |
| 2024 |                   | Volkszählung |